# Клейтон Блекмор
Клейтон Грем Блекмор (англ. Clayton Graham Blackmore; 23 вересня 1964, Ніт, Гламорган) — валлійський футболіст. Був відомий своєю універсальністю: добре виконував штрафні удари, вдало виступав як в обороні (на позиції крайнього або центрального захисника), так і в півзахисті і, при необхідності, в нападі. Найбільш відомий за виступами за англійські клуби «Манчестер Юнайтед» і «Мідлсбро», а також за національну збірну Уельсу.

## Футбольна кар'єра
Блекмор почав футбольну кар'єру в молодіжній академії «Манчестер Юнайтед». Провівши лише два матчі за основний склад «Юнайтед», Блекмор був викликаний в збірну Уельсу. Блекмор є володарем унікального досягнення в «Юнайтед»: він носив футболки під номерами з 2 по 11 включно (за старою системою всі футболісти стартового складу отримували номери з 1 по 11, і лише згодом кожен гравець отримав право на свій номер, закріплений за ним протягом усього сезону).
Разом з «Юнайтед» Блекмор виграв Кубок Англії з футболу 1990 року, а також Кубок Футбольної ліги 1992 року і Кубок володарів кубків 1991 року. Також в сезоні 1992/93 він провів 14 матчів у Прем'єр-лізі, що було достатнім для отримання ним чемпіонської медалі. Крім того Блекмор забив «Ліверпулю» в Суперкубку Англії 1990 року; той матч завершився внічию 1:1.
З появою постійних номерів у сезоні 1993/94 Блекмор отримав футболку з номером «15», але так і не зміг провести в цьому сезоні жодного матчу за основний склад через серію травм.
У 1994 році він перейшов в «Мідлсбро». У 1997 році зіграв у фіналі Кубка Англії проти «Челсі». Він також нетривалий час виступав за клуби «Бристоль Сіті» та «Барнслі» (на правах оренди).
1999 року перейшов у «Ноттс Каунті», де провів один сезон, а також провів один матч за «Лі Дженізіс».
У лютому 2001 року Блекмор перейшов у валлійський клуб «Бангор Сіті».
Провівши за «Бангор Сіті» понад 150 матчів, включаючи ігри в Кубку УЄФА і Кубку Інтертото, Блекмор був призначений головним тренером клубу в січні 2006 року після відставки Пітера Девенпорта. 4 листопада того ж року він подав у відставку після поразки від «Портмедога» в Кубку Уельсу з рахунком 2:0.
Після призначення на пост головного тренера «Бангор Сіті» Стіва Блісдейла (колишнього тренера «Пітерборо Юнайтед»), Блекмор покинув клуб і підписав контракт з клубом «Портмедог», де також нетривалий час був тренером.
У січні 2008 року 43-річний Блекмор підписав контракт з клубом «Ніт Атлетік», в якому і завершив ігрову кар'єру у 2010 році.

## Досягнення

### «Манчестер Юнайтед»
- Прем'єр-ліга: 1992–93
- Кубок Англії: 1989–90
- Суперкубок Англії: 1990
- Кубок володарів кубків УЄФА: 1990–91
- Суперкубок Європи: 1991

### «Мідлсбро»
- Перший дивізіон Футбольної ліги: 1994-95